# Pan Am Railways
Pan Am Railways (sigle de l'AAR: PAR), connu sous le nom de Guilford Rail System (GRS) avant mars 2006, est une compagnie holding qui possède et exploite des chemins de fer régionaux de classe II situés au nord de la Nouvelle-Angleterre entre Mattawamkeag, Maine et Rotterdam Junction, New York. Les principales filiales de Pan Am Railways sont la Boston and Maine Corporation (BM), le Maine Central Railroad (MEC), le Portland Terminal Company (PTM), et le Springfield Terminal Railway Company (ST); BM et MEC sont exploités sous contrat de location par ST.
Le quartier général de Pan Am Railways est localisé dans le quartier (en: village) de Billerica dans le Massachusetts,. C'est une filiale de Pan Am Systems basé à Portsmouth, anciennement connu sous le nom de Guilford Transportation Industries (GTI). Guilford acheta le nom, les couleurs et le logo de Pan American World Airways en 1998.
Le 30 novembre 2020, Pan Am Railways et CSX Transportation ont conclu un accord d'acquisition de la PAR. Le Norfolk Southern, compagnie concurrente, a émis des réserves concernant l'équilibre du marché après ce potentiel rachat.

## Histoire

### Les origines

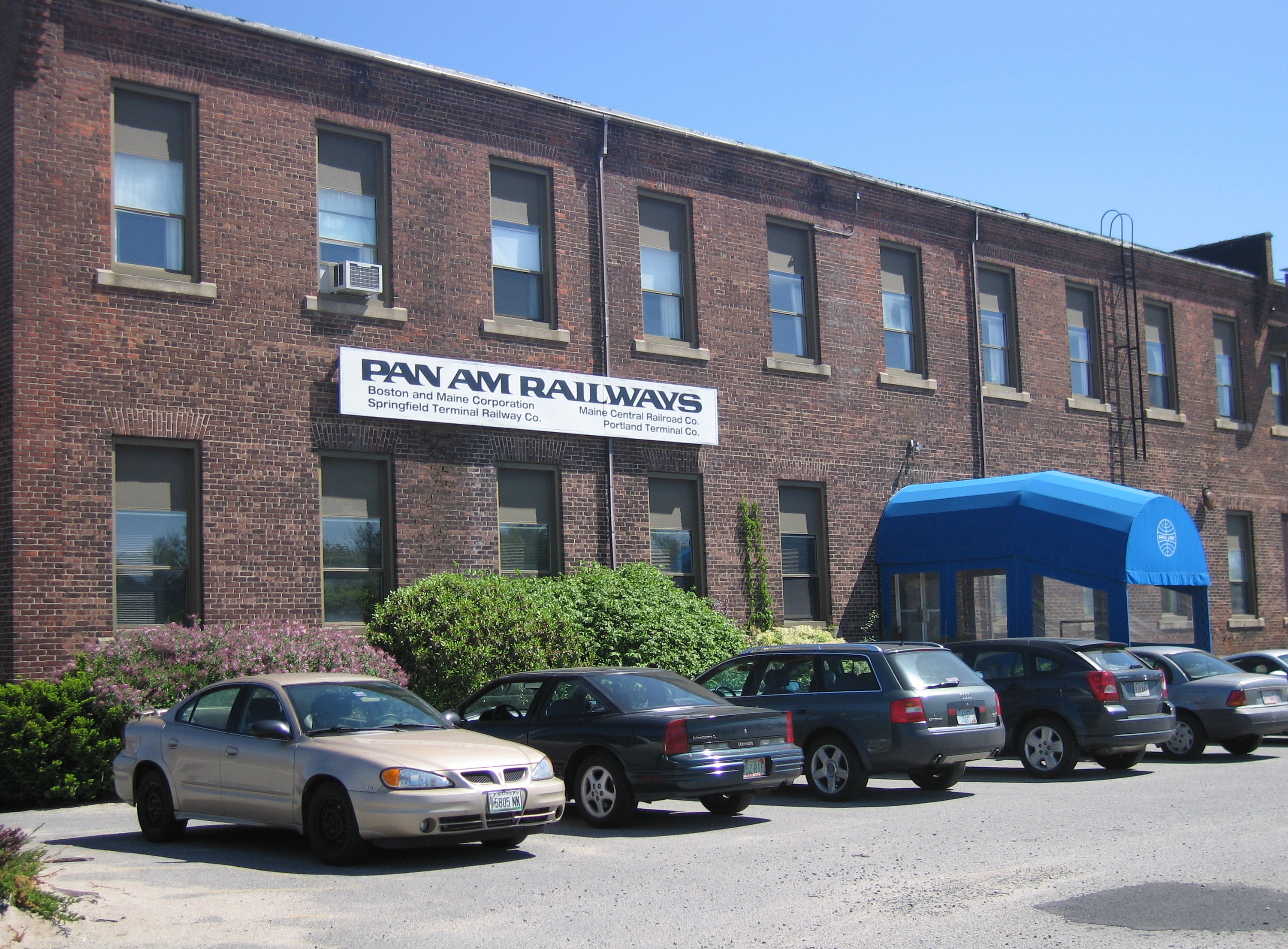
Siège de la Pan Am Railways.

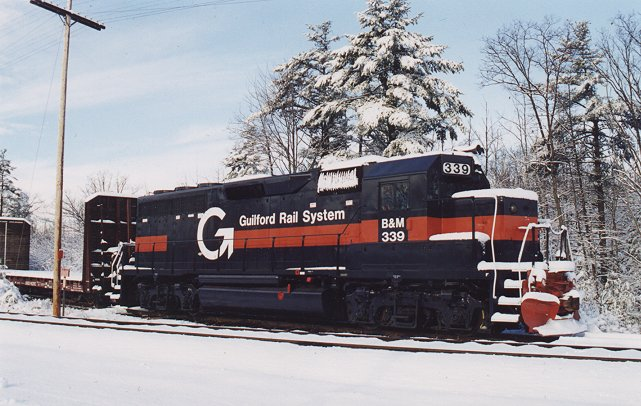
Une locomotive EMD GP40 du Boston & Maine en livrée Guilford.

Guilford Transportation Industries fut créé en 1977.
Le vote de la loi Staggers Rail Act en 1980, concernant la dérégulation des transports ferroviaires, autorisa Gilford à réaliser une opération d'envergure sur les chemins de fer de la Nouvelle-Angleterre. L'idée était de racheter le plus de compagnies locales possible, afin de réaliser une concentration horizontale dans le Nord-Est des États-Unis et de dégager des économies d'échelle.
La compagnie entra sur le marché des chemins de fer en 1981 avec le rachat du Maine Central Railroad (sigle de l'AAR : MEC) à l'U.S. Filter Corporation. Puis il racheta la Boston and Maine Corporation (sigle de l'AAR : BM) en 1983, et le Delaware and Hudson Railway (sigle de l'AAR : DH) en 1984. La combinaison des 3 réseaux MEC + B&M + D&H permettait de couvrir une zone délimitée au nord-est par la frontière entre le Maine et le Nouveau-Brunswick et Boston, à l'ouest par Albany, au nord par Montréal, et au sud (via des droits de passages) par New York, Philadelphie, et Washington.
Après le rachat du MEC, du B&M, et du D&H, Guilford lança d'importants changements dans l'exploitation et de ces chemins de fer et dans la gestion de la masse salariale. Parmi les premiers changements il y eut la mise en place du nouveau management, qui fut suivi par le regroupement des travaux de réparation des locomotives dans les ateliers du MEC à Waterville, où les locomotives reçurent leurs nouvelles livrées aux couleurs de Guilford.
Au milieu des années 1980, Guilford commença à éliminer les lignes marginales à faible densité, en particulier dans le Maine. Au moins un tiers des voies du MEC furent éliminées, dont : 
– la Mountain Division de Windham, Maine à Saint-Johnsbury ;
– le Rockland Branch de Brunswick, Maine à Rockland ;
– le Calais Branch de Bangor à Calais ;
– la Lower Road d'Augusta à Brunswick.
Lorsque l'embranchement Calais Branch fut arrêté, l'usine de pâte à papier de Woodland fut reliée à Calais par une ligne passant partiellement dans le Nouveau-Brunswick; pour relier ce tronçon désormais totalement isolé, le MEC conclut un accord d'acheminement sur le réseau du Canadien Pacifique entre la connexion de Calais / St. Stephen, Nouveau-Brunswick et celle de Mattawamkeag, Maine. En dépit du fait que la nouvelle convention collective avait supprimé l'utilisation de caboose à la fin de train, et que le nombre des équipages fut réduit de 5 à 2 personnes, Guilford loua l'exploitation de ce tronçon à sa minuscule filiale Springfield Terminal Railway, qui jouissait d'une convention collective bien plus avantageuse.

### Springfield Terminal Railway
Le Springfield Terminal Railway, propriété de la Boston and Maine Corporation, exploitait une petite ligne de 10 km entre Springfield, Vermont et Charleston, New Hampshire.
De 1897 à 1921, il était connu sous le nom de Springfield Electric, et fut converti du moteur électrique au moteur diesel en 1956. Le service voyageur s'arrêta en 1947, et le service fret en 1984.
Autrefois, le Springfield Terminal fut un chemin de fer interurbain, et selon la pratique en vigueur dans les petites lignes interurbaines, un accord syndical autorisait des équipes réduites et une circulation sans caboose. Lorsque Guilford prit la relève, l'exploitation avait été réduite à un minuscule tronçon de quelques centaines de mètres, desservant de façon occasionnelle un seul client. La ligne fut déferrée et transformée en piste cyclable et sentier piétonnier.

### La tentative d'extension du réseau
Au début des années 1980, le Norfolk Southern Railway (NS) qui était en attente de l'approbation par le gouvernement des États-Unis de son plan de rachat de Conrail. Afin de maintenir une concurrence, le NS avait prévu de louer à Guilford des portions de lignes de Conrail entre Toledo et Ridgeway, Ohio et entre Crestline et St. Louis. Guilford aurait également racheté d'autres lignes de Conrail pour un montant de 35 millions de dollars. Mais le NS ne fut pas autoriser à racheter Conrail et les projets de Guilford tombèrent à l'eau.

### Le bras de fer avec les salariés
D'autres lignes furent progressivement louées à Springfield Terminal, jusqu'à ce que l'ensemble des réseaux du MEC et du B&M finissent par être exploités par le ST. Ce transfert permit d'économiser l'argent de Guilford, mais attisa la colère des salariés. En 1986, Guilford endura une grève particulièrement longue et amère de la part de ses employés, laquelle nécessita l'intervention de l'administration du président Ronald Reagan. En 1988, Guilford annonça la banqueroute du Delaware and Hudson Railway. Le D&H fut repris par ses employés, tandis que le management fut confié au New York, Susquehanna and Western Railway. Les employés vendirent ensuite le D&H au Canadien Pacifique en 1991.
Dans les années qui suivirent, Guilford imposa de nombreux changements dans le management et les rémunérations, ce qui déclencha de nouvelles grèves pour défendre les salaires et les conditions de travail.

### Pan Am
En 1998, Guilford racheta le nom, les couleurs et le logo de Pan American World Airways.
En mars 2006, Guilford Transportation Industries adopta le nom de Pan Am Systems, et Guilford Rail System fut rebaptisé Pan Am Railways (PAR).

### L'évolution du trafic fret
L'industrie du papier constitue la principale activité du PAR, tant par les produits bruts entrant comme les produits chimiques, l'argile et la pâte à papier (avec cependant une très forte concurrence routière), que le produit fini sortant, c'est-à-dire le papier. Le rail (principalement Pan Am) détient un peu plus de 50 % du marché des expéditions de papier produit dans le Maine; le reste étant acheminé par camion ou bateau. Par comparaison, le rail dans le Wisconsin (principalement le Wisconsin Central Ltd.) détient 80 % du marché des usines. En 2008, un rapport émis par l'American Society of Civil Engineers place le Maine au 48e rang des États américains (sur 50) pour son tonnage de fret acheminé par le rail. De son côté, la Maine Motor Transport Association rapporte que les camions transportent 94 % du tonnage total fabriqué dans le Maine.
Ce mauvais résultat s'explique par l'effondrement du trafic ferroviaire géré par Pan Am. Un rapport émis par la Maine Department of Transportation indiquait que le MEC avait assuré 162 658 chargements en 1972. En 2008, le PAR n'avait probablement pas dépassé 69 000 chargements sur ce qui reste du réseau du MEC. Sur cette même période, l'Association of American Railroads estime que le trafic ferroviaire aux États-Unis à plus que doublé.
Ces dernières années, le trafic ferroviaire du PAR s'est légèrement développé, suivant la tendance nationale du transport ferroviaire.

### Le partenariat avec le Norfolk Southern
Le 15 mai 2008, la Norfolk Southern Corporation annonça qu'elle venait de conclure un accord avec Pan Am Railways pour créer une meilleure route ferroviaire entre Albany et la région de Boston, baptisée Patriot Corridor ,,
L'opération fut approuvée par le Surface Transportation Board le 15 mai 2008. L'accord donna naissance à une filiale commune détenue à 50 % par le PAR et 50 % par le NS, et qui fut appelée Pan Am Southern (PAS). La voie ferrée du Pan Am Railways située entre Ayer, Massachusetts et Mechanicville, New York fut transférée au PAS, mais reste toujours exploitée et entretenue par le Springfield Terminal Railway, filiale de Pan Am Railways. De son côté, le NS transféra au PAS de l'argent et des propriétés pour un montant évalué à 140 millions de dollars.
L'amélioration de cette route inclut la remise à niveau de la voie et de la signalisation, ainsi que la construction de nouveaux terminaux routiers et intermodaux à Ayer, MA and Mechanicville, NY.

## Les routes
La ligne principale relie Mattawamkeag, Maine, à Mechanicville, New York, via les lignes des anciennes compagnies :
- Maine Central Railroad : European and North American Railway, ligne principale du Maine Central Railroad ;
- Boston and Maine Corporation : ligne principale du B&M main line, Lowell and Andover Railroad ;
- Boston and Lowell Railroad (filiale du B&M) : Nashua and Lowell Railroad, Stony Brook Railroad ;
- Fitchburg Railroad (filiale du B&M) : ligne principale du Fitchburg Railroad, Vermont and Massachusetts Railroad, Troy and Greenfield Railroad, Southern Vermont Railroad, Troy and Boston Railroad, Boston, Hoosac Tunnel and Western Railway.

## La flotte des locomotives

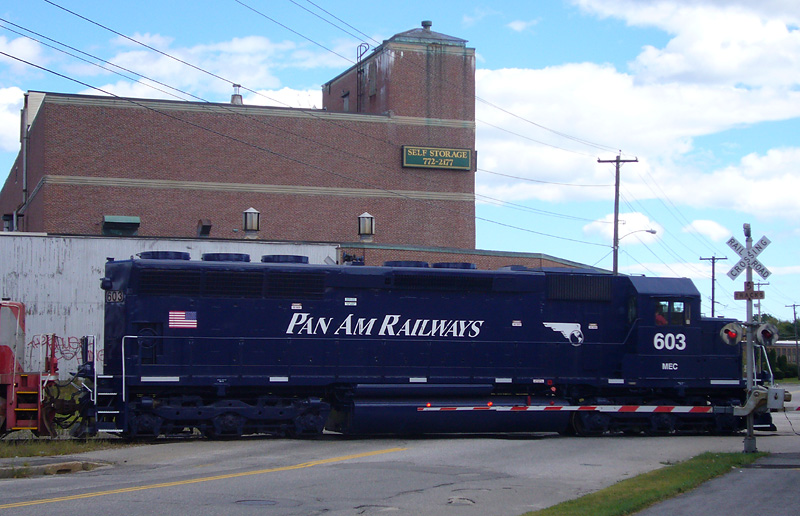
Une locomotive du Maine Central en livrée Pan Am.

| Numéros                              | sigle de l'AAR | Type           | Total |
| ------------------------------------ | -------------- | -------------- | ----- |
| 007                                  | MEC            | EMD SW1        | 1     |
| 1, 2                                 | PAR            | GMD FP9        | 2     |
| 45, 51, 52, 54, 62, 71, 72, 77       | ST             | EMD GP9        | 8     |
| 209, 210                             | ST             | EMD GP35       | 2     |
| 300-303, 305-310, 312-321            | MEC            | EMD GP40       | 20    |
| 326-328, 330, 332-335, 337, 340, 342 | BM             | EMD GP40       | 11    |
| 343-354, 370, 371, 373, 374, 376-382 | MEC            | EMD GP40       | 23    |
| 500-508                              | MEC            | GMD GP40-2L(W) | 9     |
| 509-519                              | MEC            | GMD GP40-2(W)  | 11    |
| 600-619                              | MEC            | EMD SD40-2     | 20    |
| 643                                  | ST             | EMD SD26       | 1     |
| 690                                  | BM             | EMD SD39       | 1     |
|                                      |                | Total flotte   | 109   |

## Traduction
- (en) Cet article est partiellement ou en totalité issu de l’article de Wikipédia en anglais intitulé « Pan Am Railways » (voir la liste des auteurs).